# Unterseeboot UC-60
Pour les autres navires du même nom, voir Unterseeboot 60.
L'Unterseeboot UC-60 est un sous-marin (U-Boot) mouilleur de mines allemand de type UC II utilisé par la Kaiserliche Marine pendant la Première Guerre mondiale. Le U-boot a été commandé le 12 janvier 1916, mis sur cale le 31 mars 1916 et lancé le 8 novembre 1916. Il a été mis en service dans la marine impériale allemande le 25 juin 1917 sous le nom de UC-60. Lors d’une patrouille, l'UC-60 a coulé un navire, soit par torpille, soit par les mines qu’il a posées. L’UC-60 fut rendu le 23 février 1919 et fut démantelé à Rainham en 1921.

## Conception
Sous-marin de type UC II, l'UC-60 avait un déplacement de 415 tonnes en surface et de 498 tonnes en plongée. Il avait une longueur hors tout de 50,52 m, un maître-bau de 5,22 m et un tirant d'eau de 3,61 m. Le sous-marin était propulsé par deux moteurs diesel 6 cylindres à quatre temps produisant chacun 290 à 300 ch (210 à 220 kW), soit un total de 600 à 600 ch (430 à 440 kW), et par deux moteurs électriques produisant 620 ch (460 kW), actionnant deux arbres d'hélice.
Le sous-marin avait une vitesse maximale de 11,6 nœuds (21,5 km/h) en surface et de 7,3 nœuds (13,5 km/h) en immersion. Son autonomie était de de 8660 à 9450 milles marins (16040 à 17500 km) à 7 nœuds (13 km/h) en surface, et de 52 milles marins (96 km) à 4 nœuds (7,4 km/h) en immersion. Il lui fallait 48 secondes pour plonger, et il était capable d’opérer à une profondeur maximale de 50 mètres.
L'UC-60 était équipé de trois tubes lance-torpilles de 500 mm, un à l’arrière et deux à l’avant, avec sept torpilles, et d’un canon de pont de 8,8 cm SK L/30. Mais son arme principale était ses six puits de mine de 1000 mm portant dix-huit mines UC 200. Son effectif était de vingt-six membres d’équipage.

## Affectations
- Flottille de la Baltique : du 1er septembre au 26 novembre 1917
- Flottille d’entraînement : du 26 novembre 1917 au 11 novembre 1918

## Commandants
- Oberleutnant zur See Waldemar von Fischer : du 25 juin au 30 novembre 1917

## Navires coulés
| Date            | Nom | Nationalité            | Tonnage | Destin |
| --------------- | --- | ---------------------- | ------- | ------ |
| 16 octobre 1917 | Est | Marine impériale russe | 1426    | Coulé  |